# Saint-Pierre-en-Port
 Saint-Pierre-en-Port  es una población y comuna francesa, en la región de Alta Normandía, departamento de Sena Marítimo, en el distrito de Le Havre y cantón de Valmont.

## Demografía
| 995 | 922 | 856 | 853 | 832 | 802 |
| Para los censos de 1962 a 1999 la población legal corresponde a la población sin duplicidades (Fuente: INSEE [Consultar]) |     |     |     |     |     |